# 조선대학교여자고등학교
조선대학교 여자고등학교(朝鮮大學校 女子高等學校)는 대한민국 광주광역시 동구 지산동에 있는 사립 고등학교이다.

## 학교 연혁
- 1946년 9월 29일 : 조선대학교 설립
- 1961년 11월 18일 : 조선대학교여자중학교와 조선대학교가정여자고등학교로 분리 설립
- 1962년 12월 1일 : 초대 교장 김인곤 선생 취임
- 1964년 4월 23일 : 조선대학교가정여자고등학교를 조선대학교여자고등학교로 교명 변경 인가를 받음
- 1970년 2월 13일 : 조선대학교여자중학교와 조선대학교여자고등학교를 분리
- 1977년 2월 26일 : 광주광역시 동구 지산로 36 신축교사로 이전
- 2000년 6월 2일 : 숭미관(종합체육관) 준공
- 2002년 3월 1일 : 광주광역시교육청 온라인 재택학습 연구학교 운영 (~ 2004. 02. 29)
- 2016년 3월 1일 : 교육부 요청 과학중점학교 과학 수학 과제연구 및 R&E 프로젝트 학습에 대한 특성화모형 연구학교 지정(2년)
- 2021년 3월 1일 : 광주광역시교육청 지정 고교학점제 선도학교 운영(~2022)
- 2021년 3월 1일 : 광주광역시교육청 재지정 교육과정 자율학교 운영(~2025)
- 2024년 8월 12일 : 사교육 부담 없는 학교 선정
- 2025년 1월 24일 : 제64회 졸업식(졸업생 187명, 총 동문 25,465명)
- 2025년 3월 1일 : 제17대 김종채 교장 취임
- 2025년 3월 4일 : 2025학년도 신입생 192명 입학

## 참고 자료
- 조선대학교여자고등학교 - 한국교육학술정보원 학교알리미